# Austerocardiochiles morulus
Austerocardiochiles morulus är en stekelart som först beskrevs av Paul C. Dangerfield och Austin 1995.  Austerocardiochiles morulus ingår i släktet Austerocardiochiles och familjen bracksteklar. Inga underarter finns listade.